# Kevin P. Farley
Pour les articles homonymes, voir Farley.
Kevin P. Farley est un acteur américain né le 8 juin 1965 à Madison, dans le Wisconsin (États-Unis).

## Filmographie
- 1995 : Le Courage d'un con (Tommy Boy) : Guy at Dad's Party
- 1996 : The Sports Bar (série télévisée) : Regular Performer
- 1996 : Black Sheep : Bouncer
- 1997 : Le Ninja de Beverly Hills (Beverly Hills Ninja) : Policier
- 1997 : Troisième planète après le Soleil (3rd Rock from the Sun) (série télévisée) : Jehovah's Witness
- 1997 : Head Over Heels (série télévisée) : Fred
- 1997 : The Tom Show (série télévisée) : George
- 1998 : Sale boulot : Theater Worker
- 1998 : Waterboy (The Waterboy) : Jim Simonds
- 1998 : That '70s Show (série télévisée) : Matthew Erdman
- 1999 : Misguided Angels (série télévisée) : Corky
- 1999 : The Breaks : Police Officer
- 1999 : Une histoire vraie (The Straight Story) : Harald Olsen, Tractor Mechanic
- 1999 : Allergique à l'amour (en) (Love Stinks) de Jeff Franklin : Sheriff
- 2000 : Garage: A Rock Saga : Cult Leader Phil
- 2000 : 2gether (TV) : Doug Linus
- 2000 : Then Came You (série télévisée) : Andy
- 2000 : Artie : Kevin "Bear" Cutterback
- 2000 : 2gether, ze groupe (2gether: The Series) (série télévisée) : Doug Linus
- 2001 : Joe La Crasse (Joe Dirt) : Cop at Clem's
- 2002 : Frank McKlusky, C.I. : Jimmy
- 2002 : Une soirée parfaite (The Third Wheel) : Bus Driver
- 2002 : Huit nuits folles d'Adam Sandler (Eight Crazy Nights) : Panda Express Panda (voix)
- 2003 : Stripperella (série télévisée) : Henchman #1
- 2003 : Voilà ! (Just Shoot Me!) (série télévisée) : Frank
- 2003 : Dickie Roberts: Ex-enfant star (Dickie Roberts: Former Child Star) : Valet
- 2003 : It's All Relative (série télévisée) : Mike
- 2004 : Les vacances de la famille Johnson (Johnson Family Vacation) : Stall Guy
- 2004 : Touche pas à mes filles (8 Simple Rules... for Dating My Teenage Daughter) (série télévisée) : Steven Tyler's roadie
- 2004 : Les Sauvages (Complete Savages) (série télévisée) : Fireman No. 1
- 2005 : Back to Norm (TV) : Terrorist
- 2005 : Phénomène Raven (That's So Raven) (série télévisée) : Felix
- 2005 : Callback : Moe Jones
- 2005 : Joey (série télévisée) : Drunk Santa
- 2005 : Hot Properties (série télévisée) : Fletcher
- 2005 : The Basement : Stu
- 2006 : Danny Roane : First Time Director : K.C.
- 2006 : Mind of Mencia (série télévisée) : Matthew
- 2007 : Hollywood Dot Com : Kevin
- 2007 : Monk (série télévisée) : JJ the Joke Machine
- 2007 : LA Blues : Cop #2
- 2007 : Blonde and Blonder : Leo
- 2007 : Larry et son nombril (Curb Your Enthusiasm) (série télévisée) : Mike the Exterminator
- 2007 : Wild Girls Gone : Landlord
- 2008 : The Gold & the Beautiful : Victor Howard
- 2008 : Le Chien milliardaire (Dog Gone) : Bud
- 2008 : Pour le meilleur et le pire (série télévisée) : Steve
- 2008 : An American Carol : Michael Malone
- 2009 : True Jackson (série télévisée) : Officer Hooley